# 호제르 게헤이루
호제르 게헤이루(포르투갈어: Roger Guerreiro, 1982년 5월 25일, 브라질 상파울루 ~ )는 브라질에서 귀화한 폴란드의 전 축구 선수이다. 현역 시절 포지션은 공격형 미드필더였다. 그는 지난 UEFA 유로 2008 대회에서 오스트리아를 상대로 선제 득점을 기록하고, 공식 맨 오브 더 매치에 선정됐었다.

## 수상
- UEFA 유로 2008 조별리그 맨 오브 더 매치 (vs 오스트리아)